# Тимокский корпус
Тимокский корпус (серб. Тимочки корпус) — корпус Югославских войск на родине, участвовавший в Народно-освободительной войне Югославии на стороне движения четников. Насчитывал 2 тысячи человек на 1943 год. Контролировал города Неготин, Бор, Болевац и Заечар. Командир — капитан (позже майор) Люба «Патак» Йованович.

## Командование
- Начальник штаба: майор Бора Милосавлевич
- Помощник командира: капитан Миле Йованович
- Председатель Военного суда: поручик Драги Радойкович
- Врачи корпуса: доктор Божа Милич, доктор Драголюб Радакович

### Бригады
- 1-я Неготинская (капетан Неделько Попович)
- 2-я Неготинская
- 1-я Болевацкая (поручик Радомир «Кент» Петрович)
  - 1-й батальон (подпоручик Драгомир «Дангич» Ерцеговчич)
  - 2-й батальон (подпоручик Мирко Лупшич)
  - 3-й батальон (подпоручик ВВС Манасиевич)
  - 4-й батальон (подпоручик Зале)
- 2-я Болевацкая (подпоручик ВВС Петар Владанович)
- 1-я Борская
- 2-я Борская
- 1-я Заечарская (капитан Леонид Петрович, поручик Ратко Бонджулович)
- 2-я Заечарская